# Hexatoma (Eriocera) argyrocephala
Hexatoma (Eriocera) argyrocephala is een tweevleugelige uit de familie steltmuggen (Limoniidae). De soort komt voor in het Oriëntaals gebied.